# Jussi Björling

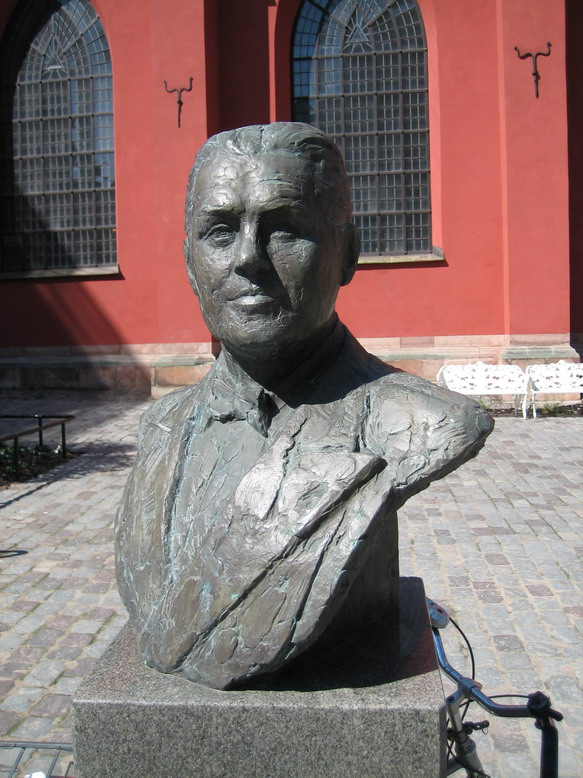
Bust en honor de Jussi Björling a Estocolm.

Johan Jonatan "Jussi" Björling (Borlänge, 5 de febrer de 1911 – Siarö, prop d'Estocolm, 9 de setembre de 1960) va ser un tenor suec i un dels cantants d'òpera més reconeguts del segle xx. Va ser un dels pocs cantants no llatins a rivalitzar amb el quasi total domini italià en el món de l'òpera en la primera meitat del segle xx.

## Biografia
Va estudiar cant amb son pare, David, un excel·lent cantant, i va fer el seu debut públic als quatre anys amb el Quartet Masculí Björling. Aquest conjunt va donar concerts per Suècia i els Estats Units d'Amèrica durant onze anys i mig.
El debut operístic de Björling va tenir lloc a l'Òpera Reial Sueca d'Estocolm l'any 1930, amb el paper del fanaler a Manon Lescaut. Immediatament van seguir els papers de Don Ottavio en Don Giovanni de Mozart, Arnoldo a Guillaume Tell de Rossini i Almaviva a El barber de Sevilla de Rossini. Aviat van sorgir contractes per a cantar a Europa i els Estats Units. Va debutar a Amèrica al Carnegie Hall, l'any 1937; l'any següent va debutar al Metropolitan Opera interpretant el Rodolfo a La Bohème.
Björling esdevingué un dels principals cantants del Metropolitan Opera durant les dècades del 1940 i 1950 (amb una interrupció causada per la Segona Guerra Mundial). Va cantar els principals papers de tenor del repertori oerístic italià i francès, incloent-hi Il trovatore, Rigoletto, Aida, Un ballo in maschera, I pagliacci, Cavalleria rusticana, Faust, Roméo et Juliette, La Bohème, Tosca i Manon Lescaut.
Björling va ser molt admirat per la seua innata musicalitat i per una tècnica que li permetia cantar aparentment sense cap esforç. Com a actor va tenir sempre dificultats, i aquesta pobra capacitat dramàtica va ser considerada sempre el seu punt feble, tot i que en el seu temps no s'exigia dels cantants d'òpera una especial preparació en aquest sentit. Va ser conegut com el "Caruso suec". El seu fill, Rolf, també un bon tenor (tot i que no tan cèlebre com son pare) i el seu net, Raymond, han heretat el seu "so".
La seua vídua, Anna-Lisa Björling, va publicar-ne una biografia amb la col·laboració d'Andrew Farkas, en la qual descriu Björling com un atent pare de família i un generós col·lega. No obstant això, Anna-Lisa també reconeix l'efecte destructiu que va exercir sobre ell l'alcoholisme.
El 15 de març de 1960, Björling va patir un atac al cor abans d'una actuació a la Royal Opera House, Covent Garden de Londres. Malgrat això, va actuar aquella nit. Va morir a Suècia, sis mesos després, a causa de la seua malaltia de cor, a l'edat de 49 anys.
La Jacobs School of Music de la Universitat d'Indiana, a Bloomington, conserva un arxiu sobre Björling, amb enregistraments, fotografies, cartes, programes d'òpera i recitals, crítiques, necrològiques i altres materials relacionats amb la seua carrera.

## Fonografia i filmografia
Molts dels seus enregistraments dels principals papers del seu repertori es consideren encara avui com entre els millors fets per qualsevol tenor. Al desembre de 1940 Arturo Toscanini el va invitar a cantar la part de tenor de la Missa Solemnis de Beethoven a Nova York, havent quedat un enregistrament d'aquest concert. També va interpretar el Rèquiem de Verdi sota la direcció de Toscanini l'any 1939 a Lucerna, Suïssa, i al novembre de 1940 a Nova York, del qual també existeix un enregistrament.
Un dels primers LP de Björling va ser un enregistrament complet de Il Trovatore, fet l'any 1950, amb Zinka Milanov, per a la RCA Victor. L'any 1953 va interpretar el paper de Turiddu en una versió completa de Cavalleria rusticana, amb Milanov, per a la RCA Victor. Atès que Victòria dels Àngels tenia exclusiva amb EMI, l'enregistrament de I pagliacci, enregistrat alhora amb Cavalleria, no va ser editat per RCA, sinó per EMI. Robert Merrill apareix en tots dos àlbums, mentre que Leonard Warren només ho fa a Pagliacci, amb el paper de Tonio.
De nou amb dels Àngels i Merrill, Björling va fer un enregistrament complet de La Bohème de Puccini, sota la direcció de Sir Thomas Beecham, considerat com una de les millors versions d'aquesta òpera, tot i que els entusiastes de Toscanini poden no estar d'acord (Toscanini va dirigir l'estrena absoluta de l'òpera l'any 1896, i el 1946 va dirigir una interpretació radiofònica, que després s'editaria en disc, i que els seus seguidors la consideren l'enregistrament de referència de La Bohème).
L'any 1957 va cantar la part de Mario en un enregistrament estèreo en l'òpera Tosca, per a la RCA Victor a Roma, sota la direcció d'Erich Leinsdorf. L'any 1959 va rebre el Premi Grammy a la millor interpretació vocal clàssica pel seu disc Björling in Opera.
L'any 1956 va aparèixer en un dels dos episodis del programa Festival of Music, de la cadena NBC, presentat per Charles Laughton. S'hi pot veure a Björling cantant dos fragments de La Bohème amb la soprano Renata Tebaldi. Recentment, aquest programa ha estat editat en DVD.